# بلوسوفکا
بلوسوفکا (به لاتین: Belousovka) یک منطقهٔ مسکونی در روسیه است که در استان آمور واقع شده‌است.